# Mitch Kupchak
Mitchell Kupchak, detto Mitch (Hicksville, 24 maggio 1954), è un ex cestista e dirigente sportivo statunitense, professionista nella NBA.
Campione olimpico nel 1976, ha militato nella NBA per 13 stagioni.

## Carriera

### Giocatore
Dopo una pregevole carriera universitaria, presso la University of North Carolina, venne convocato per disputare con la nazionale statunitense i Giochi olimpici di Montreàl 1976. Kupchak fu uno dei giocatori di punta di quella selezione, che vinse la medaglia d'oro aggiudicandosi tutti gli incontri del torneo, mettendo a referto 75 punti e 34 rimbalzi in 6 partite giocate.
Al Draft NBA 1976 fu selezionato con la 13ª chiamata assoluta dai Washington Bullets. Passato nel 1981 ai Los Angeles Lakers, dove rimase fino al suo ritiro (avvenuto nel 1986), ha avuto una carriera ricca di successi, che lo vide vincere, seppur non da protagonista, 3 titoli NBA: uno con i Bullets (nel 1978) e due con i Lakers (nel 1982 e nel 1985). Individualmente, Kuchpak disputò diverse stagioni di buon livello, superando nella realizzazione la doppia cifra di media per 5 anni, e chiudendo al suo ritiro, con 510 partite disputate all'attivo, con 10,2 punti a partita.

### Dirigente
A partire dalla stagione 2000-01 è il general manager dei Los Angeles Lakers, la sua ultima squadra da giocatore, subentrando a Jerry West. L'inizio alla dirigenza fu molto incoraggiante, con il doppio titolo NBA vinto nel 2001 e nel 2002 (3 consecutivi se considerato anche quello del 2000) e con un'abile campagna acquisti che, acquisendo giocatori di grande esperienza come Gary Payton e Karl Malone, puntava senza mezzi termini alla riconquista dell'anello, perso soltanto l'anno prima; il progetto fallì alle finali del 2004, dando inizio ad un periodo di scarsa popolarità.
Una delle mosse di mercato più controverse e criticate del dirigente losangelino fu la cessione nell'estate 2004 di Shaquille O'Neal ai Miami Heat in cambio di Lamar Odom, Caron Butler e Brian Grant. La mossa, già di per sé non conveniente, causò ancor di più l'ira dei tifosi Lakers quando, nel 2005, Kupchak scambiò Butler più Chucky Atkins con i Washington Wizards per Kwame Brown; Brown, prima scelta assoluta al draft 2000, rimase un discreto giocatore ma super-pagato, mentre Caron Butler, a distanza di due anni, è diventato con i Wizards un All-Star.
L'operato di Mitch Kupchak è tornato a provocare il malcontento dei tifosi per gli scarsi movimenti di mercato attuati, nel tentativo di soddisfare le richieste di rafforzamento del team pretese dal fuoriclasse Kobe Bryant, che ha pertanto minacciato più volte di chiedere la cessione qualora la squadra non ritorni ad essere competitiva. Tuttavia, nel febbraio 2008 realizza ciò che è considerato lo scambio meglio riuscito della sua carriera da GM: Pau Gasol approda ai Lakers in cambio di Kwame Brown e Javaris Crittenton, mossa che permette ai Lakers per la prima volta dalla cessione di Shaquille O'Neal di tornare ad essere una squadra di vertice, centrando l'approdo alle finali NBA in quell'anno e due titoli consecutivi, nel biennio 2008/2010.

## Statistiche

### NBA

#### Regular Season
| Anno       | Squadra            | PG  | PT | MP   | TC%  | 3P% | TL%  | RP  | AP  | PRP | SP  | PP   |
| ---------- | ------------------ | --- | -- | ---- | ---- | --- | ---- | --- | --- | --- | --- | ---- |
| 1976-1977  | Washington Bullets | 82  | -  | 18,5 | 57,2 | -   | 69,1 | 6,0 | 0,8 | 0,3 | 0,4 | 10,4 |
| 1977-1978† | Washington Bullets | 67  | -  | 26,3 | 51,2 | -   | 69,7 | 6,9 | 1,1 | 0,4 | 0,6 | 15,9 |
| 1978-1979  | Washington Bullets | 66  | -  | 24,3 | 53,9 | -   | 74,3 | 6,5 | 1,3 | 0,3 | 0,3 | 14,6 |
| 1979-1980  | Washington Bullets | 40  | -  | 11,3 | 41,9 | 0,0 | 69,3 | 2,6 | 0,4 | 0,2 | 0,2 | 4,7  |
| 1980-1981  | Washington Bullets | 82  | -  | 23,6 | 52,5 | 0,0 | 70,6 | 6,9 | 0,8 | 0,4 | 0,3 | 12,5 |
| 1981-1982† | L.A. Lakers        | 26  | 26 | 31,6 | 57,3 | -   | 66,3 | 8,1 | 1,3 | 0,5 | 0,4 | 14,3 |
| 1983-1984  | L.A. Lakers        | 34  | 3  | 9,5  | 38,0 | 0,0 | 64,7 | 2,6 | 0,2 | 0,1 | 0,2 | 3,1  |
| 1984-1985† | L.A. Lakers        | 58  | 3  | 12,3 | 50,4 | -   | 65,9 | 3,2 | 0,4 | 0,3 | 0,3 | 5,3  |
| 1985-1986  | L.A. Lakers        | 55  | 0  | 14,2 | 48,2 | 0,0 | 75,0 | 3,5 | 0,3 | 0,2 | 0,1 | 6,0  |
| Carriera   | Carriera           | 510 | 32 | 19,4 | 52,3 | 0,0 | 70,4 | 5,4 | 0,7 | 0,3 | 0,3 | 10,2 |

#### Playoffs
| Anno     | Squadra            | PG | PT | MP   | TC%  | 3P% | TL%  | RP  | AP  | PRP | SP  | PP   |
| -------- | ------------------ | -- | -- | ---- | ---- | --- | ---- | --- | --- | --- | --- | ---- |
| 1977     | Washington Bullets | 9  | -  | 28,0 | 58,9 | -   | 67,8 | 7,6 | 1,1 | 0,2 | 0,3 | 16,2 |
| 1978†    | Washington Bullets | 21 | -  | 24,0 | 42,2 | -   | 65,2 | 6,0 | 1,0 | 0,2 | 0,1 | 10,1 |
| 1979     | Washington Bullets | 8  | -  | 17,1 | 40,4 | -   | 66,7 | 4,3 | 0,4 | 0,3 | 0,0 | 6,5  |
| 1984     | L.A. Lakers        | 9  | -  | 7,7  | 29,4 | -   | 57,1 | 3,2 | 0,2 | 0,1 | 0,2 | 2,0  |
| 1985†    | L.A. Lakers        | 16 | 0  | 12,3 | 58,5 | 0,0 | 59,1 | 3,0 | 0,3 | 0,1 | 0,4 | 4,7  |
| 1986     | L.A. Lakers        | 5  | 0  | 11,2 | 53,3 | -   | 66,7 | 3,0 | 0,4 | 0,4 | 0,0 | 4,0  |
| Carriera | Carriera           | 68 | 0  | 17,9 | 47,4 | 0,0 | 64,9 | 4,7 | 0,6 | 0,2 | 0,2 | 7,7  |

## Palmarès

### Giocatore
- Campionato NBA: 3

Washington Bullets: 1978,
Los Angeles Lakers: 1982, 1985
- NBA All-Rookie First Team (1977)
- NCAA AP All-America Second Team (1976)

### General Manager
- Campionato NBA: 4

Los Angeles Lakers: 2001, 2002, 2009, 2010